# Afsnit af Kenny vs. Spenny
Dette er en liste over afsnit af det canadiske tv-program Kenny vs. Spenny.

## Serieoversigt
| Sæson | Afsnit | Oprindelig sendedato | Oprindelig sendedato | DVD-udgivelsesdato | DVD-udgivelsesdato |
| Sæson | Afsnit | Først sendt          | Sidst sendt          | Region 1           | Region 4           |
| ----- | ------ | -------------------- | -------------------- | ------------------ | ------------------ |
| 1     | 26     | 26. august 2003      | 23. marts 2004       | 22. november 2005  | 5. august 2009     |
| 2     | 13     | 16. oktober 2005     | 9. januar 2006       | 21. november 2006  | 9. december 2009   |
| 3     | 13     | 16. oktober 2006     | 14. januar 2007      | 13. november 2007  | 7. april 2010      |
| 4     | 10     | 13. november 2007    | 8. januar 2008       | 26. august 2008    | N/A                |
| 5     | 10     | 20. oktober 2008     | 22. december 2008    | 24. november 2009  | N/A                |
| 6     | 13     | 20. november 2009    | 19. februar 2010     | 7. september 2010  | N/A                |

## Afsnit

### Pilot
| Nummer | Episode Konkurrence         | Vinder                      | Snyd/Episode højdepunkter | Ydmygelse |
| ------ | --------------------------- | --------------------------- | --- | --- |
| Pilot  | Hvem kan tage mest vægt på? | Kenny (snød: 16 lbs-8 lbs)) | Kenny byttede Spennys proteinpulver ud med slankepulver, hvilket fik Spenny til at tabe vægt. Kenny knuste også super afførings midler og puttede dem i slankepulveret. | Spenny ødelagde slutningen på Unbreakable ved at fortælle folk der ventede i kø til at købe billetter hvordan den slutter. |

### Sæson 1
| Nummer | Episode Konkurrence                           | Vinder                                        | Snyd/Episode højdepunkter | Ydmygelse |
| ------ | --------------------------------------------- | --------------------------------------------- | --- | --- |
| 101    | Hvem er den bedste mode-designer?             | Kenny (3-0)                                   | En af Spennys mandlige modeller forlod konkurrence, hvilket tvang Spenny til desperat at søge efter en model på gaderne. | Spenny gik igennem gaderne i en af Kennys bikinikreationer. |
| 102    | Hvem kan være vågen i længst tid?             | Kenny                                         | Kenny brugte et lys visir, en øresnegl som bippede når hans hoved væltede og masser af kaffe. Spenny gik efter sejren ved hjælp af sin vilje. | Spenny var Kennys tjener på badeværelset. |
| 103    | Hvem er den bedste kok?                       | Kenny (3-0)                                   | Gennem konkurrencen fik Spenny hjælp gennem en skjult øresnegl fra en professionel kok. | Spenny spiste kattemad. |
| 104    | Hvem kan stå op længst?                       | Kenny (snød)                                  | Kenny brugte forskellige kreationer til at hjælpe ham med at stå, hvilket blev diskuteret gennem showet om det var snyd eller ej. I den sidste stand-off bruge Kenny kløpulver på Spennys bare fødder, hvilket fik ham til at give op.                   | Spenny bed et stykke af Kennys tånegl af. Kenny spyttede også i den flaske med mundvand som han vidste Spenny ville bruge efter at have bidt Kennys tånegl af. |
| 105    | Hvem kan sidde længst tid på en ko?           | Kenny                                         | Kenny smed en legetøjshund ind foran Spennys ko, hvilket skræmte den. Kenny besøgte kvægfarmen inden konkurrencedatoen og arrangerede at have en sløv ko for sig selv, og en vild ko til Spenny.                                                         | Spenny blev dækket i ko-lort fra top til tå. |
| 106    | Hvem er den mest "raske" (Psykisk)?           | Spenny (3-1)                                  | Kenny klagede over at to af dommerne der stemte på Spenny var skøre selv | Kenny løb nøgen gennem gaderne |
| 107    | Hvem kan tjene flest penge på 3 dage?         | Spenny ($1234.31 mod $67.00)                  | Kenny solgte reklame tid til showet, men blev nødt til at dele pengene med Spenny efter loven, hvilket efterlod ham med ingenting. | Kenny drak kaffe brygget i Spennys undertøj. |
| 108    | Hvem kan hun bedst lide?                      | Kenny (snød)                                  | Kenny byttede Spenny ud med en uattraktiv mand til at date dommeren, mens Spenny datede en af Kennys venner. | Spenny fik en gang tæsk af en transvestit der gav ham s/m. |
| 109    | Hvem kan forblive blind længst?               | Kenny (snød)                                  | Kenny plantede et tredje blindfold som Spenny skulle finde, hvilket narrede ham til at tro at han havde taget hans af. Kenny undgik også at have blindfold for det meste af konkurrencen.                                                                | Spenny måtte udholde Kennys dårlige ånde i 60 sekunder. |
| 110    | Hvem kan vinde en skønhedskonkurrence?        | Spenny (2-0 i bedst ud af 3)                  | | Spenny luftede Kenny ligesom en hund. |
| 111    | Hvem kan vinde en serie af mini-konkurrencer? | Spenny (8-7)*                                 | De to havde en konkurrence hvor de skulle løbe op til toppen af CN Tower. Spenny løb hele vejen op, hvorimod Kenny sakkede bagud og tog elevatoren. Konkurrence var selvfølgelig en sejr til Spenny, men det gjorde ham træt for resten af konkurrencen. | Kenny gik til toppen af CN Tower med brækkede ribben. |
| 112    | Hvem kan tabe mest vægt?                      | Kenny (snød: 17.5 lbs-17.0 lbs)               | ved den første vejning havde Kenny en blød krans i hans hår. | Spenny gav en gammel mand et svampebad. |
| 113    | Hvem kan forblive lænket i håndjern længst?"  | Kenny                                         | Kenny narrede Spenny til at fjerne håndjernene ved at "gå med til" en uafgjort, men rystede på hovedet til kameraet. | Spenny forsøgte at samle damer op med(og ekstremt store) herpes sår malet på hans ansigt.                                                                      |
| 114    | Hvem kan arrangere den bedste koncert?        | Kenny (snød: 3-0)                             | Kenny ringede til Spennys band, og informerede dem om at showet var aflyst ved at bruge en falsk besked af stemmeklip fra Kenny vs. Spenny redigeringsstudiet.                                                                                           | Spenny stod i midten af gaden, i costume, og sang Kennys sang.                                                                                                 |
| 115    | Hvem er den bedste forælder?**                | Kenny (snød)                                  | Kenny byttede hans allerede døde dukke ud med Spennys. | Spenny klædte sig ud som baby og satte sig i en krybbe på et travlt fortov i midtbyen.                                                                         |
| 116    | Hvem kan børn bedst lide?                     | Kenny (6-1)                                   | Kenny bestak børnene med et løfte om gaver, hvilket viste sig at være tomme æsker. Men han gav dem gaverne til sidst fordi han syntes det var synd at narre dem.                                                                                         | Spenny dykkede efter æbler i Kennys toiletkumme. |
| 117    | Hvem er den stærkeste?                        | Kenny (udeblivelse - Spenny 'blev skadet')    | Kenny overbeviste Spenny om at Miriam (Kennys søster, der konkurrerede mod Spenny i denne konkurrence) tog steroider. | Spenny modtog en "olfert". |
| 118    | Hvem er mest overbevisende som kvinde?        | Spenny (5-0)                                  | Kenny inviterede Spennys onkel over til middag med dommerne mens Spenny var i dametøj. | Kenny "gik gaderne" i et område kendt for prostitution mens han bar dametøj. (To biler stoppede!)                                                              |
| 119    | Hvem er den bedste skuespiller?               | Kenny (snød)                                  | Kenny fik en anden til at spille ham selv, og gav Spenny et fladt dæk på hans varevogn så han ikke kunne se hans optræden. | Spenny fik 12 æg kastet på ham (inklusiv ét hårdkogt). |
| 120    | Hvem er den bedste stripper?**                | Spenny (5-0)                                  | | Spenny brugte pincet til at fjerne noget af Kennys kropshår.                                                                                                   |
| 121    | Hvem er den bedste kunstskøjteløber?          | Spenny (udeblivelse - Kenny foregav en skade) | Kenny foregav et brækket ben. | Ingen "officiel" ydmygelse - men Spenny urinerede på Kennys seng.                                                                                              |
| 122    | Hvem bruger deres arme først?                 | Kenny                                         | Kenny fik hans ven til at kaste Spennys guitar ud fra taget og Spenny var tvunget til at bruge armene og gribe den. | Spenny lugtede til Kennys svedige armhule i 5 sekunder. |
| 123    | Hvem kan overleve længst tid i skoven?        | Uafgjort (begge mænd gav op)                  | Kenny brugte et smuglet forstørrelses glas til at starte ild. | Kenny og Spenny tunge kyssede hinanden i 5 sekunder (ydmygelsen blev bestemt af filmholdet).                                                                   |
| 124    | Hvem kan vinde en retssag?                    | Kenny                                         | Kenny tog Spenny i retten for at Spenny skyldte ham penge. Spenny indrømmede han havde haft telefonsex. | Kenny spyttede i Spennys ansigt. |
| 125    | Hvem kan leve længst tid i en varevogn?       | Uafgjort                                      | | Ingen ydmygelse. |
| 126    | Hvem er den bedste bokser?                    | Spenny (udeblivelse - Kenny blev væk)         | Kenny låste Spenny inde i et skab i over en dag. | Kenny urinerede i hans egne bukser. |

- *I mini-konkurrencerne, Spenny (9 sejre) urinerede længst; hoppede flest gange på en kænguru-stylte(5-2); vandt sten, papir, saks; stirrede længst tid; holdt vejret i længst tid; bowlede et bedre spil (146-105); scorede højest på pin-ball maskinen; gik op af CN Tower trapperne hurtigst og vandt 100 meter løbet. Kenny (8 sejre) stod længst tid på hovedet; blæste den største tyggegummiboble; vandt en stavekonkurrence; fik flest skumfiduser i hans mund(15-10); havde mest sæd (snød); kom først op af et trappesæt; spyttede en drue længst(snød) og vandt armlægnings konkurrencen (15-4)
- **Disse episoder, blev først vist i sæson 2.

### Sæson 2
| Nummer | Episode Konkurrence                  | Vinder                                     | Snyd/Episode højdepunkter | Ydmygelse |
| ------ | ------------------------------------ | ------------------------------------------ | --- | --- |
| 201    | Hvem kan drikke mest øl?             | Kenny (snød)*                              | Kenny drak alkoholfri øl og kastede op ved siden af Spenny mens han sov, så han troede det var ham selv der havde kastet op. | Spenny spiste Kennys bræk (Spenny troede det var hans eget). |
| 202    | Hvem kan være nøgen længst?          | Kenny                                      | Mens Spenny var i kælderen, satte Kenny alle urene 5 minutter frem så Spenny troede konkurrencen var slut og tog tøj på. | Spenny klædte sig ud som en udråber og stillede sig på et travlt gadehjørne og råbte han havde et lille lem.                                                                      |
| 203    | Hvem har de største nosser?          | Spenny (Kenny gav op)                      | Kenny gav op for at stoppe Spenny fra at kaste sig ud fra en klippe ned i vandet for at bevise han havde de største nosser. | Kenny slikkede fugle afføring af vinduet på deres varevogn. |
| 204    | Hvem kan gamle mennesker bedst lide? | Kenny (3-0)                                | Kenny fik en man med Downs Syndrom som hed Leonard til at lade som om han var hans lillebror. | Spenny deltog i en senior vandaerobicstime mens han bar badetøj til damer. |
| 205    | Hvem kan danse længst?               | Kenny                                      | Kenny sagde konkurrencen ikke startede indtil han havde skiftet sko & sneg sig ud af huset. Spenny begyndte at danse. Flere timer senere kom Kenny tilbage og skiftede sko & så startede konkurrencen rigtigt. Spenny, efter at have danset i flere timer, gav op | Spenny klædte sig ud som en cheerleader og optrådte med flere selv-nedsættende tilråb.                                                                                            |
| 206    | Hvem kan gå længst tid uden at tale? | Spenny                                     | Spenny gemte en mikrofon i Kennys værelse for at høre ham tale i søvne. Kenny brugte et tekst-til-tale program. | Kenny fik sin mund vasket med sæbe. |
| 207    | Hvem er den sjoveste?                | Kenny                                      | Kenny forfalskede et brev fra Sundhedsministeriet, der informerede Spenny om at han måske havde HIV. Kenny brugte denne practical joke som hans adgang til konkurrencen. | Spenny gav oral sex til en kondom-dækket agurk. |
| 208    | Hvem kan kysse flest kvinder?        | Kenny (420-33)                             | En tilfældig pige på gaden forsøger at hjælpe Spenny med at få flere kys. Spenny tror hun arbejder for Kenny, og sender hende derfor bort. Kenny afslører senere at han ikke kender hende. | Spenny kyssede bagdelen og testiklerne på en heste-statue. |
| 209    | Hvem kan vinde et rotteræs?          | Spenny                                     | Kenny kidnappede Sally the Rat (Spennys rotte). Spenny svarede igen ved at stjæle Kennys dyrebare vinyl-plader hvilket gjorde Kenny vred og han lod som om han kidnappede Spennys mor, som han byttede med sine plader. Kenny brugte en capybara, og fastslog det var en "Sydamerikansk Jungle Rotte". | Kenny fik en levende rotte ned i sine underbukser. |
| 210    | Hvem er den bedste journalist?       | Spenny (Udeblivelse - Kenny mødte ikke op) | | Kenny brugte et toilet placeret på et fortov ved en travl gade. |
| 211    | Hvem kan sælge flest bibler?         | Kenny (7-0)                                | Kenny narrede Spenny til at tro at hans børnefilmsmanuskript var blevet købt af Hollywoods producenter. Spenny, der troede salget var helt legalt, køber 7 bibler af Kenny for at bevise det er alvorligt. | Spenny fløj til Los Angeles International Airport og ventede forgæves på Hollywood producere der skulle hente ham. (Dette var del af ydmygelsen, skabt af Kenny).                 |
| 212    | Den første der er ond, taber.        | Uafgjort                                   | Spenny indtager adskillige bedøvelses piller for at forhindre ham selv i at være ond. | Ingen "officiel" ydmygelse - men Kenny klædte "ulovligt" Spenny ud som en klovn og urinerede på ham, mens han var bevidstløs.                                                     |
| 213    | Hvem er den bedste rapper?           | Spenny (2-1)                               | Kenny skabte et falsk gerningssted ved deres hjem, så det lignede et "drive-by" shooting, forårsaget af Spennys bemærkninger om en lokal bande. Kenny hyrede en skuespiller til at spille politibetjent, men Spenny gennemskuede det hele ved at bemærke betjentens beskidte sko. Han gik dog med på hele spøgen (flyttede på hotel) og fik Kenny til at tro at han ikke ville møde op. Spenny møder dog op, og vinder med hjælp fra The Rice Cakes. | Spenny fik "Kenny is a Loser" op på en stor-skærm udenfor sammen med nogle pinlige billeder. Spenny blev dog irriteret da han finder ud af at Kenny faktisk nyder opmærksomheden. |

- *På Sæson 2 dvd-kommentaren, indrømmer Kenny at Spenny vandt, da Kenny faktisk var den der kastede op først.

### Sæson 3
| Nummer | Episode Konkurrence                                     | Vinder                | Snyd/Episode højdepunkter | Ydmygelse |
| ------ | ------------------------------------------------------- | --------------------- | --- | --- |
| 301    | Den første der griner, taber                            | Spenny                | Spenny får Kenny til at grine ved at have en fælles ven til at ydmyge sig selv foran Kenny. Resultatet af konkurrence bliver bestemt ved målfoto (da både Kenny og Spenny griner af vennen). | Kenny spiste en af Spennys nypillede bussemænd. |
| 302    | Hvem kan være bøsse med Mike længst?                    | Uafgjort              | Dommeren, Mike, valgte ingen af dem, efter at forlade sin date med Kenny for tidligt. | Kenny og Spenny blev begge "teabagged" på panden (ydmygelsen blev bestemt af filmholdet ). |
| 303    | Hvem kan have en død blæksprutte på deres hoved længst? | Kenny (snød)          | Kenny tog blæksprutten af hovedet og satte tentaklerne fast på en hat så det så ud som om han stadig havde den på. Kenny dopede også Spenny med LSD, hvilket fik Spenny til at smide blæksprutten i søen. | Spenny spiste sushi fra Kennys nøgne baller. |
| 304    | Hvem kan vinde et 10-Mile (16.09 km) løb?               | Spenny                | Kenny narrede Spenny til at tro hans mor var død, så Spenny ville tage til den falske begravelse langt væk fra løbebanen. | Kenny fik en spanking på hans bare baller fra hans mor. |
| 305    | Hvem kan løfte mest vægt med deres kønsdele?            | Kenny (Spenny gav op) | Kenny løftede 5 falske mursten med hans kønsdele, som Spenny troede var ægte | Spenny suttede på brystvorterne af fælles ven Bobby. |
| 306    | Hvem er coolest?                                        | Kenny                 | Kenny foregav en overdosis, hvilket fik Spenny til at tabe besindelsen under bedømmelsen. Selvom Spennys forsøg på at være cool ville have tabt ham konkurrencen alligevel. | Spenny stod nøgen i en kød-fryser. |
| 307    | Hvem kan producere mest sæd?                            | Kenny (snød)          | Kenny fik sæd fra andre medlemmer af filmholdet og brugte sæd fra kondomer han fandt på gaderne. Oven i det, stjal Kenny en røntgen maskine og bestrålede Spenny. Lige før den sidste bedømmelse, fyldte Spenny hans kop med hårbalsam, hvilket narrede Kenny, men han kunne ikke fuldføre sit snyd og indrømmede hvad han havde gjort. | Spenny fik bad i sæd(oprindeligt skulle han drikke det, men Spenny nægtede). |
| 308    | "Hvem kan være længst tid i et hjemsøgt hus?"           | Spenny                | Mens de var i huset, forsøgte Kenny sig med mange tricks i håb om at skræmme Spenny ud af huset. I et sidste forsøg på at forhindre hans frygt i at tage over, lænkede Spenny sig selv til en stålbjælke i rummet. Kenny tog over i det næste rum og forsøgte at tilkalde djævelen med et ritual. Derefter fulgte et højt brag, hvilket fik Kenny og resten af filmholdet til at stikke af. Det viste sig at være en kran fra nabobygningen.                    | Kenny klædte sig ud og stod model i dameundertøj i et butiksvindue. |
| 309    | Hvem kan lave bedst porno?                              | Kenny                 | Kenny lavede en serie af sjove pornografiske billeder som vandt over Spennys rutine porno. | Spenny udførte analsex på en af Kennys (mandlige) oppustelige sex-dukker. |
| 310    | Hvem kan fange den største fisk?                        | Kenny (snød)          | Før konkurrencen, besøgte Kenny ejeren af båden og betalte ham for at sejle til et område uden fisk, og at gennemføre hans plan. Under konkurrencen, filmede Kenny sig selv da han fangede en død fisk. Senere under den rigtige konkurrence, skubbede Kenny Spenny i søen, sejlede væk, og efterlod ham i 30 minutter. Bagefter, sejlede båden tilbage og hentede Spenny og Kenny viste ham båndet han havde optaget før konkurrencen hvor han fangede fisken. | Spennys hoved blev pakket ind i husholdningsfilm og hans ansigt blev presset ind i enden på en død gris. |
| 311    | Hvem kan imitere den anden bedst?                       | Kenny                 | Kenny gjorde Spennys karakter til grin mens han imiterede ham, hvilket provokerede Spenny så han brød karakteren for mange gange. | Kenny fik, gennem en øresnegl, Spenny til at sige fornærmende ting til forbipasserende mennesker. |
| 312    | Hvem kan forblive hjemløs længst tid?                   | Kenny                 | Under konkurrence besøgte Kenny sin bank og hævede penge på sit kort, så han kan kunne spise på restaurant. Spenny blev anholdt efter at have slået Kenny foran to politibetjente, hvilket betød han måtte bruge natten i en fængsels celle, og tabe konkurrencen. (Reglerne sagde de skulle sove udenfor). | Kenny gav Spenny et knæ i skridtet. |
| 313    | Arm lægnings konkurrence.                               | Kenny                 | Selvom Kenny forsøgte at snyde ved at finde et barn der hed Spencer Rice og lægge arm med ham, lagde Spenny og Kenny arm til sidst i konkurrencen. | "Erstatningen" Spencer Rice tabte og fik is i hans bukser og blev skyllet med isterninger. Så fik han babymad i hovedet og en tærte i ansigtet. Da den rigtige Spenny tabte, skulle han stikke sin hånd ned i et offentligt toilet, og sætte det ud af drift. Toilettet var næsten overfyldt med urin, afføring og andet skrald. |

### Sæson 4
- 401 "Den første, der får en erektion, taber"
- 402 "Hvem kan lave den største prut?"
- 403 "Hvem kan lave den bedste pornofilm?"
- 404 "Hvem kan spise mere kød?"
- 405 "Den første der får en plet taber" (de har begge hvide dragter på)
- 406 "Hvem kan være bundet til en ged i længst tid?"
- 407 "Hvem kan klare mest tortur?"
- 408 "Den første, der stopper med at synge, har tabt"
- 409 "Hvem kan være fed i længst tid?"
- 410 "Hvem kan begå flest forbrydelser?"

### Sæson 5
- 501 "Hvem kan have en lort i en ble i længst tid?"
- 502 "Hvem kan have sex med flest kvinder?"
- 503 "Hvem kan have en gorilladragt på i længst tid?"
- 504 "Hvem kan irritere flest folk?"
- 505 "Den første, der rører jorden, har tabt"
- 506 "Hvem er den bedste wrestler?"
- 507 "Hvem er den bedste soldat?"
- 508 "Hvem er den bedste jøde?"

### Sæson 6
- 601 "Hvem kan være i en 69'er i længst tid?"
- 602 "Hvem kan røre ved flest bryster?"
- 603 "Hvem kan have hovedet i et hønsebur i længst tid?"
- 604 "Hvem er den største idiot?"